# Elizabeth Storrs Mead
Elizabeth Storrs Mead, née le 21 mai 1832 à Conway dans l'État du Massachusetts et morte le 25 mars 1917 à Coconut Grove dans l'État de la Floride, est une enseignante américaine, connue pour être la première présidente du Mount Holyoke College lors du passage du statut de séminaire pour femmes à celui de collège universitaire du Mount Holyoke Female Seminary fondé en 1837 par Mary Lyon.

## Biographie

### Jeunesse et formation
Elizabeth Storrs Mead née Elizabeth Storrs Billings est la fille du colonel Charles Eugene Billings et de Sally Williston Billings, elle et sa sœur jumelle, Harriet Billings, sont les derniers des onze enfants du couple Billings. Charles Eugene Billings est un riche fermier, descendant de la famille Billings, premiers colons de Hartford, il a été élu plusieurs fois représentant à la Cour générale du Massachusetts.  Sally Williston Billings fait partie d'une famille éminente du congrégationalisme de la Nouvelle-Angleterre,,
En 1837, la famille Billings, part pour Trenton dans l'État de New York pour se fixer à Andover  dans le Massachusetts,.  
Après ses études secondaires,  Elizabeth Storrs Billings est acceptée au séminaire pour femmes d'Ipswich, dans le Massachusetts. 

### Carrière

#### La direction d'établissements d'enseignement secondaire

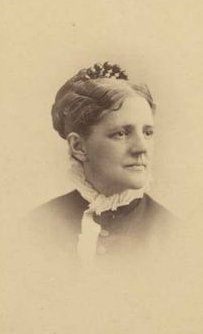
Elizabeth Storrs Mead

Une fois diplômée, Elizabeth Storrs Billings enseigne à la Northampton High School (Massachusetts) (en), un établissement d'enseignement secondaire pour filles avant de devenir une année après, avec sa sœur aînée, Jerusha Roberts, la directrice d'une école pour filles à Andover  dans le Massachusetts. 
Elle quitte sa fonction au bout de six ans, après avoir épousé le révérend Hiram Mead en 1858.
Hiram et Elizabeth Storrs Mead emménagent à South Hadley dans l'État du Massachusetts, où Hiram Mead est nommé membre de conseil d'administration du Mount Holyoke Female Seminary. Puis, après un bref passage à Nashua dans l'État du New Hampshire, ils s'installent à Oberlin (Ohio), après que Hiram Mead soit recruté comme professeur de théologie à l'Oberlin College. Il y enseignera jusqu'à son décès en 1881. Veuve, Elizabeth Storrs Mead enseigne à son tour au collège Oberlin comme assistante en littérature anglaise pendant deux années. En 1883, elle retourne à Andover avec ses deux enfants, où durant six ans elle occupe le poste de principale-adjointe de l'Abbot Academy (en) d'Andover, un séminaire pour femmes,,. 

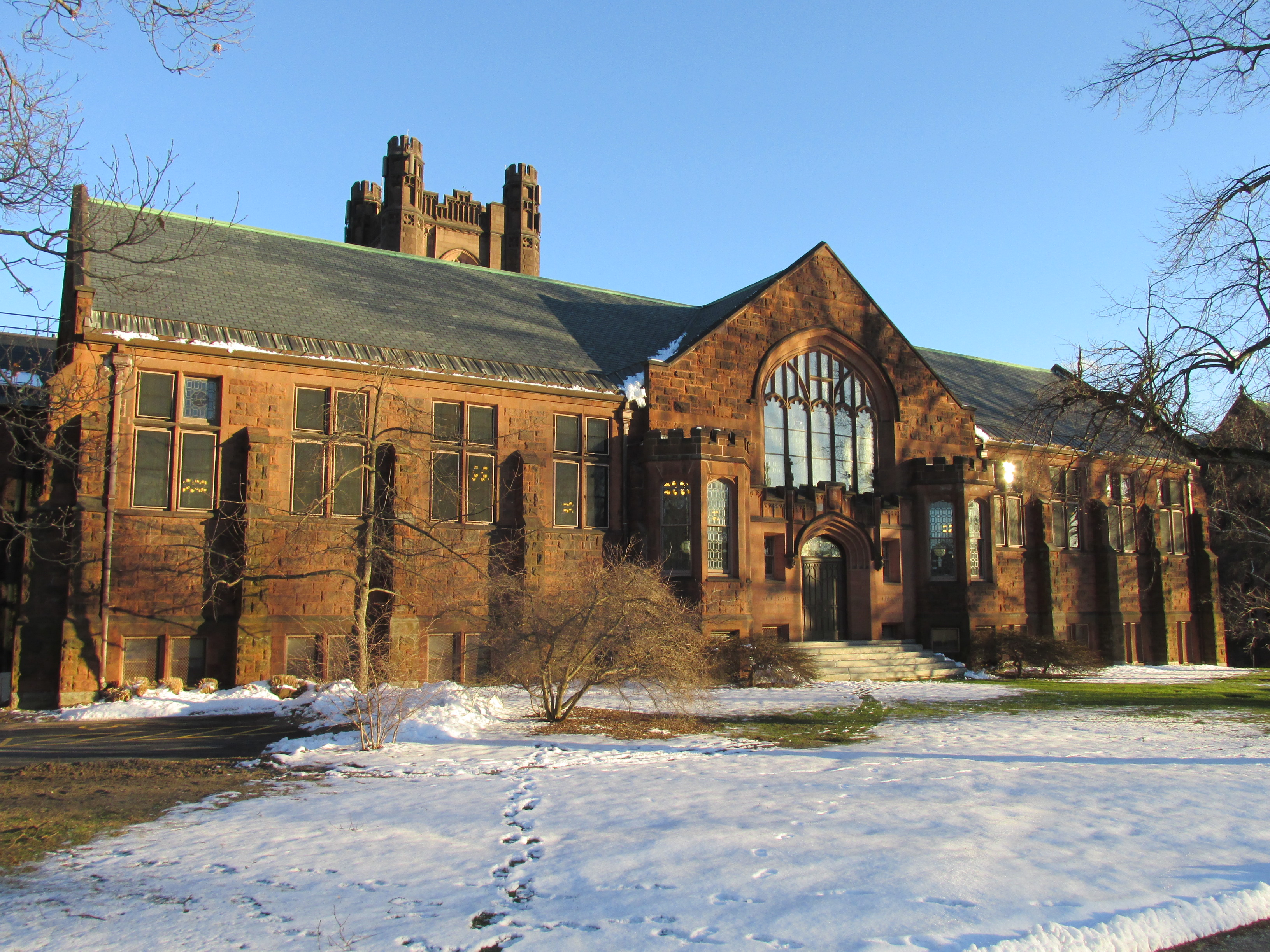
Bibliothèque du Mount Holyoke College

#### La présidence du Mount Holyoke College

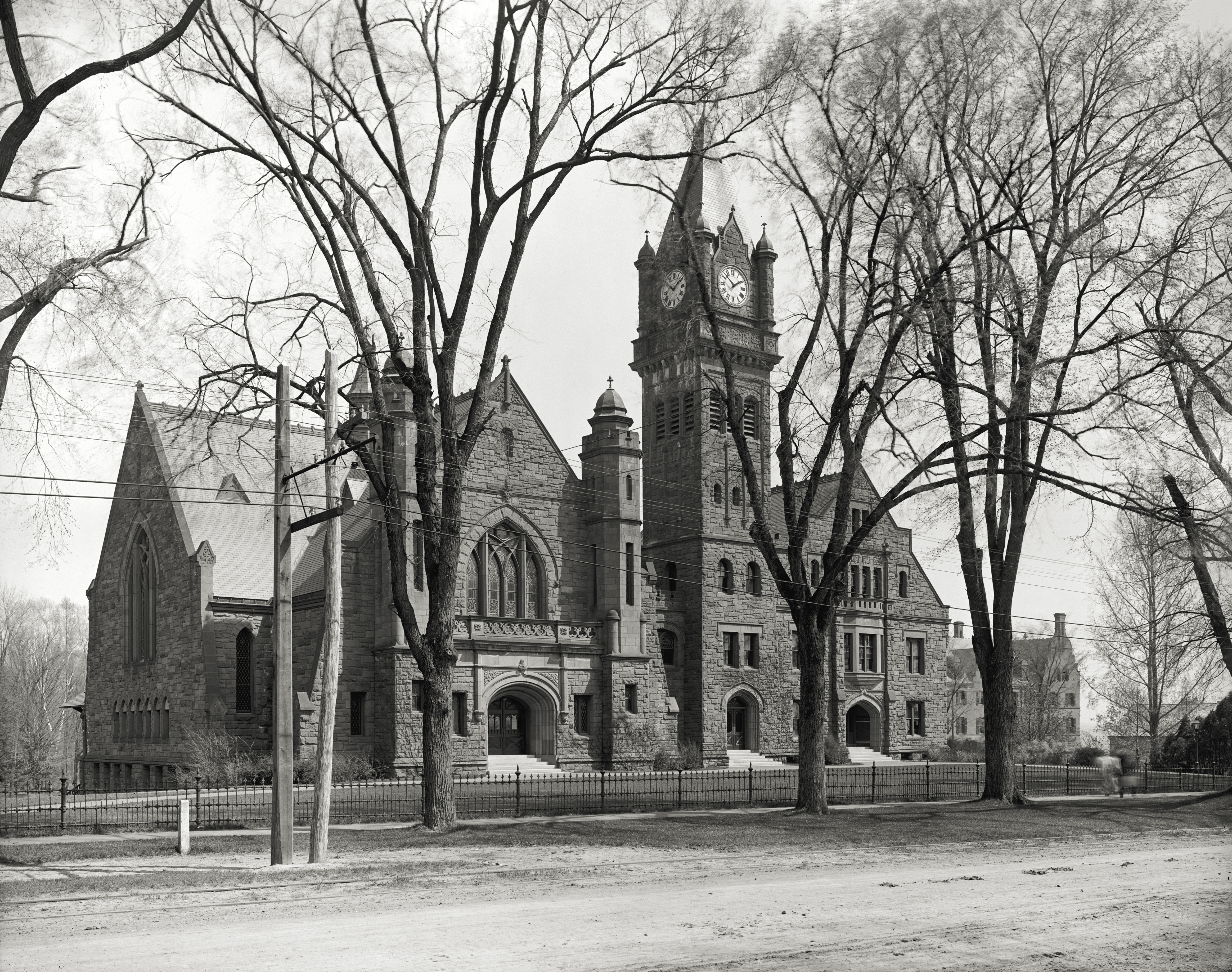
Mary Lyon Hall, Mount Holyoke College

En 1888, le Mount Holyoke Female Seminary obtient l'university charter (en), un agrément qui l'autorise à changer de statut, passer de celui de séminaire pour femmes à celui de collège universitaire et d'aménager des cursus conduisant à l'obtention de Bachelor of Arts (licence). En 1889, pour assurer la transition, le conseil d'administration élit comme présidente, une ancienne élève, Mary A. Brigham (en), mais cette dernière décède dans un accident ferroviaire juste avant de prendre ses fonctions. Le conseil se tourne alors vers Elizabeth Storrs Mead, dont l'expérience d'enseignante, de direction d'établissement d'enseignement supérieur et sa connaissance des enjeux de l'accès des femmes à l'enseignement universitaire, font d'elle la meilleure candidate. Ce choix lui est communiqué en avril 1890, alors qu'elle voyage en Europe.  Elle donne son accord devenant ainsi la première présidente en fonction du Mount Holyoke College,,,.
Quand Elizabeth Storrs Mead prend ses fonctions, elle découvre un personnel attristé par la mort de Mary A. Brigham. Le corps des enseignantes est vieillissant, les professeures qui se sont battues pour obtenir l'agrément du statut de collège sont en âge de prendre leur retraite. Elle se lance alors dans un programme de réformes. Elle augmente le salaire des professeurs, les dispense de participer aux tâches d'entretien de l'établissement, ce qui permet d'embaucher des personnes plus qualifiées, libéralise le règlement intérieur des étudiantes, met à niveau les cursus d'enseignement pour qu'il conduise à l'obtention du Bachelor of Arts (licence), crée un département d'enseignement musical, introduit des cours d'histoire des États-Unis, d'hébreu, instaure des équipes sportives. En 1893, Elizabeth Storrs Mead a fini la phase de transition, l'établissement répond à toutes exigences de l'university charter,,.  
En 1896, un incendie ravage le bâtiment principal du collège. Elizabeth Storrs Mead, avec l'aide du trésorier et d'étudiantes, se lance dans une campagne pour récolter des fonds, rapidement le montant des dons se monte à la somme de 50 000 $. Avec l'argent collecté, elle rénove les bâtiments, en profite pour faire construire un gymnase et de nouvelles résidences pour les étudiantes de style cottage,.  
Durant sa présidence le nombre des admissions est passé de 272 à 600,.  
Elizabeth Storrs Mead prend sa retraite en 1899, mais assure la transition jusqu'en janvier 1901, date de la prise de fonction de Mary E. Woolley qui prend sa succession à la tête du Mount Holyoke College et continuera son programme de réforme,,.

### Vie privée
Elizabeth Storrs Billings épouse le professeur et pasteur Hiram Mead le 5 août 1858 et prend le nom d'Elizabeth Storrs Mead. Le couple donne naissance à deux enfants : Alice Edwards et George Herbert, l'un des fondateurs du pragmatisme avec Charles Sanders Peirce, William James, et John Dewey,.
Elizabeth Storrs Mead passe ses derniers jours à Oberlin ; elle meurt dans la résidence d'hiver de sa sœur le 25 mars 1917 à Coconut Grove dans l'État de la Floride.
Après ses funérailles, la dépouille de Elizabeth Storrs Mead est inhumée au Phillips Academy Cemetery d'Andover dans le Massachusetts, où elle repose aux côtés de son époux et de sa sœur jumelle,.

## Archives
Les archives d'Elizabeth Storrs Mead sont déposées et consultables à la bibliothèque du Mount Holyoke College.